# EPrix van Berlijn 2015
De ePrix van Berlijn 2015 werd gehouden op 23 mei 2015 op het Tempelhof Airport Street Circuit. Het was de achtste race van het eerste Formule E-seizoen. Lucas di Grassi was de oorspronkelijke winnaar van de race, maar werd gediskwalificeerd omdat zijn voorvleugel niet aan de reglementen voldeed. Hierdoor ging de winst naar Jérôme d'Ambrosio.

## Kwalificatie
| Pos | No | Coureur                | Team               | Tijd     | Grid |
| --- | -- | ---------------------- | ------------------ | -------- | ---- |
| 1   | 10 | Jarno Trulli           | Trulli GP          | 1:21.547 | 1    |
| 2   | 11 | Lucas di Grassi        | Audi Sport ABT     | 1:21.623 | 2    |
| 3   | 9  | Sébastien Buemi        | e.dams Renault     | 1:21.685 | 3    |
| 4   | 23 | Nick Heidfeld          | Venturi Grand Prix | 1:21.710 | 4    |
| 5   | 66 | Daniel Abt             | Audi Sport ABT     | 1:21.754 | 5    |
| 6   | 7  | Jérôme d'Ambrosio      | Dragon Racing      | 1:21.861 | 6    |
| 7   | 8  | Nicolas Prost          | e.dams Renault     | 1:21.911 | 7    |
| 8   | 6  | Loïc Duval             | Dragon Racing      | 1:21.917 | 8    |
| 9   | 30 | Stéphane Sarrazin      | Venturi Grand Prix | 1:21.978 | 9    |
| 10  | 27 | Jean-Éric Vergne       | Andretti Autosport | 1:22.015 | 10   |
| 11  | 18 | Vitantonio Liuzzi      | Trulli GP          | 1:22.032 | 11   |
| 12  | 28 | Scott Speed            | Andretti Autosport | 1:22.096 | 12   |
| 13  | 99 | Nelson Piquet jr.      | NEXTEV TCR         | 1:22.310 | 13   |
| 14  | 3  | Jaime Alguersuari      | Virgin Racing      | 1:22.395 | 14   |
| 15  | 2  | Sam Bird               | Virgin Racing      | 1:22.437 | 15   |
| 16  | 77 | Salvador Durán         | Amlin Aguri        | 1:22.444 | 16   |
| 17  | 88 | Charles Pic            | NEXTEV TCR         | 1:22.464 | 17   |
| 18  | 21 | Bruno Senna            | Mahindra Racing    | 1:22.575 | 18   |
| 19  | 55 | António Félix da Costa | Amlin Aguri        | 1:22.586 | 19   |
| 20  | 5  | Karun Chandhok         | Mahindra Racing    | 1:22.803 | 20   |

## Race
| Pos | No | Coureur                | Team               | Rondes | Tijd/Oorzaak uitval | Grid | Punten |
| --- | -- | ---------------------- | ------------------ | ------ | ------------------- | ---- | ------ |
| 1   | 7  | Jérôme d'Ambrosio      | Dragon Racing      | 33     | 48:26.566           | 6    | 25     |
| 2   | 9  | Sébastien Buemi        | e.dams Renault     | 33     | +2.433              | 3    | 18     |
| 3   | 6  | Loïc Duval             | Dragon Racing      | 33     | +3.508              | 8    | 15     |
| 4   | 99 | Nelson Piquet jr.      | NEXTEV TCR         | 33     | +4.801              | 13   | 14     |
| 5   | 23 | Nick Heidfeld          | Venturi Grand Prix | 33     | +13.046             | 4    | 10     |
| 6   | 30 | Stéphane Sarrazin      | Venturi Grand Prix | 33     | +13.335             | 9    | 8      |
| 7   | 27 | Jean-Éric Vergne       | Andretti Autosport | 33     | +13.678             | 10   | 6      |
| 8   | 2  | Sam Bird               | Virgin Racing      | 33     | +14.055             | 15   | 4      |
| 9   | 18 | Vitantonio Liuzzi      | Trulli GP          | 33     | +15.636             | 11   | 2      |
| 10  | 8  | Nicolas Prost          | e.dams Renault     | 33     | +16.602             | 7    | 1      |
| 11  | 55 | António Félix da Costa | Amlin Aguri        | 33     | +16.797             | 19   |        |
| 12  | 3  | Jaime Alguersuari      | Virgin Racing      | 33     | +20.594             | 14   |        |
| 13  | 28 | Scott Speed            | Andretti Autosport | 33     | +21.149             | 12   |        |
| 14  | 66 | Daniel Abt             | Audi Sport ABT     | 33     | +23.688             | 5    |        |
| 15  | 88 | Charles Pic            | NEXTEV TCR         | 33     | +25.491             | 17   |        |
| 16  | 77 | Salvador Durán         | Amlin Aguri        | 33     | +44.157             | 16   |        |
| 17  | 21 | Bruno Senna            | Mahindra Racing    | 33     | +46.257             | 18   |        |
| 18  | 5  | Karun Chandhok         | Mahindra Racing    | 33     | +52.703             | 20   |        |
| 19  | 10 | Jarno Trulli           | Trulli GP          | 31     | +2 ronden           | 1    | 3      |
| DSQ | 11 | Lucas di Grassi        | Audi Sport ABT     | 33     | Gediskwalificeerd   | 2    |        |

## Standen na de race

### Coureurs
| Positie | Rijder            | Team           | Punten |
| ------- | ----------------- | -------------- | ------ |
| 1       | Nelson Piquet jr. | NEXTEV TCR     | 103    |
| 2       | Sébastien Buemi   | e.dams Renault | 101    |
| 3       | Lucas di Grassi   | Audi Sport ABT | 93     |
| 4       | Nicolas Prost     | e.dams Renault | 78     |
| 5       | Jérôme d'Ambrosio | Dragon Racing  | 77     |

### Constructeurs
| Positie | Team           | Punten |
| ------- | -------------- | ------ |
| 1       | e.dams Renault | 179    |
| 2       | Dragon Racing  | 116    |
| 3       | Audi Sport ABT | 115    |
| 4       | NEXTEV TCR     | 107    |
| 5       | Virgin Racing  | 98     |